# Kaj Schwendsen
Kaj Schwendsen (7. november 1887 Sakskøbing) er en tidligere dansk atlet. Han var medlem af Næstved og fra 1910 Københavns FF.

## Danske mesterskaber
- Sølv 1910 Højdespring 1,70
- Bronze 1910 Længdespring 5,70
- Sølv 1908 Højdespring 1,63

## Personlige rekord
- Højdespring: 1,70 (1910)